# Avitta pastea
Avitta pastea là một loài bướm đêm trong họ Noctuidae.